# Красная (река, впадает в Правдинское)
Красная (фин. Punnusjoki) — река в России, протекает по территории Красноозёрного сельского поселения Приозерского района Ленинградской области. Длина реки — 3,1 км.

## Физико-географическая характеристика
Река берёт начало из озера Красного на высоте 16,5 м над уровнем моря и далее течёт преимущественно в западном направлении.
Впадает на высоте выше 14,0 м над уровнем моря в озеро Правдинское, из которого берёт начало река Пчелинка, приток реки Булатной, впадающей в озеро Вуокса.
Населённые пункты на реке отсутствуют.
Код объекта в государственном водном реестре — 01040300212102000009607.